# Devin Harris
Devin Lamar Harris (Milwaukee, 27 de fevereiro de 1983) é um jogador estadunidense de basquetebol profissional, que atualmente defende a equipe do Dallas Mavericks na National Basketball Association (NBA). Harris estudou na Universidade do Wisconsin-Madison. Ele foi selecionado com a quinta escolha no Draft da NBA de 2004 pelo Washington Wizards.